# Семченко, Павел Олегович
Павел Олегович Семченко (род. 15 июня 1967, Ленинград, РСФСР, СССР) — российский художник, режиссер, актёр. Основатель и постоянный участник «Инженерного Театра АХЕ».

## Биография
Учился в Ленинградской СХШ, на подготовительных курсах ЛВХПУ им. В. Мухиной, ср.худ.училище им. В. Серова и Художественной академии им. И. Репина.
С 1988 г. актер театра «Да-Нет», параллельно продолжал заниматься живописью.
В 1989 г. вместе с В. Васильевым и М. Исаевым на территории первого художественного сквота «Пушкинская 10» создал Русский инженерный театр «АХЕ».
С этого момента все творческие реализации так или иначе связаны с «АХЕ».
Спектр этих реализаций широк: инсталляции, скульптура, росписи стен в публичных заведениях, фильмы, перформансы, выставки, иллюстрации и даже танец.
Активность «АХЕ» с 1996 года плавно сместилась в сторону театра, и Павел О.Семченко в составе группы побывал практически на всех крупных фестивалях страны России и Европы, и Азии, и обеих Америк и даже Австралии.

## В составеАХЕ
Как актер и режиссер:
- Бедный, Бедный Гамлет (2020)
- FAUST. LABOR (2019)
- ПРА РАБЛЕ (2019)
- Утопия (2019)
- Фауст 3.0 (2018)
- Демократия (2017)
- Диктатура (2018)
- Кабинет Редкостей (2017)
- Plug-n-Play-2 (2017)
- Планетарная фуга (2016)
- Пена Дней (2015)
- Щедрин. Хроника мёртвых градоначальников (2015)
- Между Двумя (цикл начат в 2014 году)
- Полихром (2014)
- Монохром (2014)
- «ВЫБОР» ИЛИ «САМАЯ ЛУЧШАЯ МИНУТА» (2013)
- СЛЕПАЯ СОВА(2012)
- ДЕПО ГЕНИАЛЬНЫХ ЗАБЛУЖДЕНИЙ(2012)
- Заполнение Пробелов (2011)
- СЕРЕДИНА ЧЕРНОГО(2009)
- Глория Транзит (2008)
- Гобо. Цифровой Глоссарий (2007)
- Каталог Героя (2007)
- ФАУСТ В КУБЕ. СИГНАТУРА(2006)
- ФАУСТ³.2360 СЛОВ(2005)
- ПЛАГ И ПЛЭЙ(2002)
- Господин Кармен (2003)
- Мокрая Свадьба (2001)
- SINE LOCO (2001)
- Белая Кабина (1996)
- Пух и Прах (1996)

## Проекты
1988 — 1990
- «Группа-группа» — Перформанс на пляже Петропавловской крепости. При участии: Максима Исаева, Павла Семченко, Вадима Васильева, Яны Туминой, Ксении Раппопорт, Андрея Могучего, Сергея Гогуна, Вячеслава Вахрушева, Натальи Федченко, Галины Викулиной, Елены Вензель и др. (Ленинград | 1989)

1991 — 2000
- «ЧЕХОВ ДВЕНАДЦАТЬ ЧАЙКА» — серия перформансов (СПб-Дрезден | 1991-1997)
- «Серая зона» — участие в проекте театра «DEREVO» (Дрезден | 1996)
- «AXE PLATTFORM» — серия перформансов (Дрезден | 1997)
- «DE PROFUNDIS» — серия перформансов (СПб | 1998-2000)
- «GRUNE GANS» — спектакль (Зальцбург | 2000)
- «Зеленый Гусь» — постановка спектакля для театра Toihous (Австрия | 2000)
- «60 минут» — проект для культурной столицы Европы (Хельсинки | 2000)

2001 — 2010
- Балет Зегед — проект для фестиваля Маска (Венгрия | 2001)
- «Первый Ряд» — русская программа 2002 г. в «Киасма», театр и музей, выставка и спектакли. (Финляндия | 2002)
- «История Одной Матери» — постановка спектакля для театра Toihous (Австрия | 2002)
- «Tawny» — на Пражском Квадриеналле, Выставка Театрального дизайна (Прага | 2003 www.pq.cz)
- «Полифония мира» — участие в постановке К.Гинкаса на музыку Э.Бакши (СПб | 2005)
- «Wheel of Power» — совместный проект с театром «DEREVO» (Манхейм | 2007)
- «WindRose» — совместный проект с театром «DEREVO»(Дрезден | 2008)
- «Maria de Buenos Aires» — совместный проект с театром «Ди Капуа»(СПб | 2008)
- «Лабиринт» — проект для фестиваля Open Cinema на пляже Петропавловской крепости (СПб | 2008)
- «Орфей» — совместный проект с театром KLIPA (Тель-Авив | 2008)
- «Медея» — совместный проект с театром «Ди Капуа»(СПб | 2008)[1]
- «День Рождения» — совместный перформанс с театро ДАХ на открытии в Киеве ГОГОЛЬФЕСТА (Киев | 2009)[2]
- «Натура МОРТЕ» — совместный проект с театром «DEREVO» для «ARCHES» (Глазго — Шотландия | 2009)
- «Генри Блаубарт, материалы дела» — Участие в постановке оперы Владимира Раннева в Планетарии (СПб | 2009)
- «720 лун» — Участие в проекте Славы Полунина (Франция | 2010)[3]

2011 — н.в
- «ПОХИЩЕНИЕ ЕВРОПЫ» — совместный проект с факультетом кукольного театра Университета города Турку (Турку-Финляндия | 2011)
- «Midwhite» — совместный проект с театром «DEREVO» (Дрезден — Берлин — Познань| 2013)
- «What She does» — совместный проект мексиканским хореографом Кристиной Мальдонадо (СПб | 2014)
- «ФАБУЛОМАХИЯ» — совместный проект с Большим театром кукол (СПб | 2013-2014)
- «Бардо Тодол» — совместный проект с Большим Драматическим Театром им. Товстоногова (СПб | 2014)
- «КОНАРМИЯ» — участие в проекте для Московского художественного академического театра, курс Брусникина (СПб | 2014)[4]
- «Маленькие трагедии» — участие в проекте для Омского театра Ермолаевой (СПб-Омск | 2014)
- «Мера Тел» — совместный проект с театрм «Провинциальные танцы» (СПб | 2014)
- «Zомби-Zомби-Zомби» — участие в проекте для ДК им. Горького (СПб | 2015)
- «Деконструкция» — уличный перфоманс в рамках сноса старого здания Центра Современного Искусства имени Сергея Анатольевича Курехина (СПб | 2016)[5][6]
- «Картотека» — совместный проект с польским Театром CINEMA (СПб | 2016)[7]
- «ПОБЕДА НАД СОЛНЦЕМ» — прочтение футуристической провокационной оперы на фестивале «VOLKOV MANIFEST 2018» (СПб-Москва | 2018)
- «Байконур» — совместный проект с алма-атинским театром ARTиШОК (Казахстан | 2018)[8]
- «Лестница Существ» — уличный перфоманс в день рождения легендарной «Пушкинской, 10» (СПб | 2018)[9]
- «Фауст 3.2 LABOR» — инсталляция с элементами перформанса для пятого международного фестиваля «Ночь света» (Гатчина | 2018)
- «ReWIND Perspective» — уличный перфоманс в рамках фестиваля FUTUREPROOF (Абердин-Шотландия | 2018)[10]
- «Валы и Оси» (СПб | 2020)

## Награды
Спектакли c участием Павла Семченко многократно выдвигались на соискание различных премий, среди которых — «Золотая маска», «Золотой софит», «Прорыв», Премия Сергея Курехина и другие.
- 1997: Приз критиков за лучший спектакль «Белая Кабина» на фестивале УНИДРАМ (Германия)
- 2000: Приз жюри на фестивале АРЕНА (Германия) за спектакль «Белая Кабина».
- 2001: Приз жюри и публики за спектакль «SINE LOCO» на фестивале АРЕНА.
- 2002: Диплом за лучший спектакль «Белая Кабина» на фестивале в Бело-Хоризонте (Бразилия).
- 2003: Премия «Новация» на фестивале «Золотая маска» за спектакль «SINE LOCO». Санкт-Петербург.
- 2003: Премия «Fringe First» и премия «Total Theatre Award» на фестивале ФРИНДЖ (Эдинбург) за спектакль «Белая Кабина».
- 2004: Гран-приз жюри на Фестивале Мимос в Перигю (Франция) за спектакли «Белая Кабина» и «Господин Карме».
- 2015: Приз жюри на фестивале Lalka Też Człowiek в г. Варшава (Польша).